# Coloane
Coloane (chino:路環島) es una isla perteneciente a la Región Administrativa Especial de Macao (RAEM) dentro de la República Popular de China que cubre un área de 7,6 km². Administrativamente, corresponde a la parroquia de São Francisco Xavier.
Coloane servía como productor de sal para China hasta la llegada de los portugueses en 1864. Los portugueses la incorporaron después a la colonia de Macao y hoy continúa siendo parte integrante de la RAEM. Cuando los portugueses arribaron a la isla de Coloane, los piratas chinos controlaban gran parte de esta ya que estaba poco poblada. Los colonos portugueses pasaron a ocupar y controlar definitivamente la isla en 1910, cuando los soldados portugueses consiguieron derrotar y expulsar a los piratas chinos.
Hoy en día, esta isla, a pesar de estar conectada a la isla de Taipa por una carretera denominada "Estrada do Istmo" y por el Istmo de Cotai, continúa estando poco poblada y no ha experimentado un gran desarrollo. Es una zona "rural" cubierta por vegetación. Tiene un número considerable de parques, lugares de esparcimiento, playas y piscinas, proporcionando un lugar recreativo y "verde" para los habitantes de Macao, que viven rodeados de numerosos edificios altos y automóviles.